# Постема, Романо
Романо Сесил Постема (нидерл. Romano Ceciel Postema; родился 7 февраля 2002 года, Гронинген, Нидерланды) — нидерландский футболист, нападающий клуба «Гронинген», выступающий на правах аренды за «Эммен».

## Клубная карьера
Постема — воспитанник клуба «Гронинген». 31 августа 2019 года в матче против «Хераклес» он дебютировал в Эредивизи.
6 октября 2020 года перешёл на правах аренды в клуб «Ден Босх».
31 августа 2022 года был арендован клубом «Рода» до конца сезона 2022/23.
21 июля 2025 года перешёл на правах аренды в «Эммен».